# 황월일통여지지
《황월일통여지지》(베트남어: Hoàng Việt nhất thống Dư địa chí / 皇越一統輿地志)는 응우옌 왕조 초기에 작성된 관찬지리지이다. 자롱 5년(1806년)에 책이 완성되었다. 《대남일통지》 및 《동경지여지》와 함께 응우옌 왕조 3대 관찬지리지로 일컬어진다. 이 시리즈의 가장 두드러진 특징은 19세기 초 베트남의 도로와 수로 교통 체계의 철저한 기록이다.

## 개요
이 책은 한자로 쓰여 있는데, 27x19 용지 크기로 손으로 쓴 것이다. 각 권은 한 권으로 나뉘는데, 1268쪽 등 총 10권으로 구성되어 있다. 
측정 단위는 떰(약 1825m)이다. 창녀촌, 공급망, 다리, 선창, 운하, 시, 시장, 사원, 성채, 유물, 하구, 산, 고개, 국경 등을 아주 잘 묘사하고 있다.
이 책은 또한 각 지역과 관련된 일화, 전설, 신화, 민요, 시를 아주 완전하고 생생하게 기록한다.
다음 책은 투안호아 출판국에 의해 편집되어 출판되었다. 황월일통여지지는 3가지 주요 부분으로 구성되어 있다. 

### 1권
- 필자의 책 소개
- 응우옌 자깟과 팜레의 칭호 추적

- 목차. 목차가 지나면 두 개의 섹션이 더 있다.
- 수트라에서 마을로 가는 길

### 2권~4권
- 역로 : 후에 수도에서 읍내로 이르는 주요 도로(수로와 도로 포함)

### 5권~10권
대륙: 큰길이 궁에서 시작되어 사방으로 가기 때문에, 타운에 있는 수로 수송에 관한 기록.
궁전에 대해 복사할 때, 그 궁전의 윤곽, 관습, 재산, 특징의 간략한 사본이 있다.